# Cratere Meitner (Luna)
Meitner è un cratere lunare di 87,27 km situato nella parte sud-occidentale della faccia nascosta della Luna.
Il cratere è dedicato alla fisica austriaca Lise Meitner.